# 桥头街道 (阳泉市)
桥头街道，是中华人民共和国山西省阳泉市矿区下辖的一个乡级行政区单位。

## 行政区划
桥头街道下辖以下地区：
刘家垴社区、桥头社区、桥西社区、段西沟社区、段北沟社区、段南沟社区和西马家坪社区。